# De Beers
El grupo De Beers es una compañía comercial con sede en Luxemburgo dedicada principalmente a la explotación, talla y el comercio de diamantes. Fue fundada en 1888 por Cecil Rhodes con el nombre De Beers Consolidated Mines, y en agosto de 2004 su principal accionista era la familia Oppenheimer.
La firma lanzó en 1947 su ya famoso eslogan A Diamond is Forever (‘Un diamante es para siempre’).
Tradicionalmente, la compañía ha mantenido un casi-monopolio, controlando la mayor parte de la producción de diamantes mundial y creando, de esta forma, un estado de escasez artificial que ha contribuido a mantener el precio de los diamantes, tanto naturales como industriales, elevado. 
Sin embargo, este estado de monopolio desapareció a finales de los años 90, cuando algunas minas comenzaron a distribuir directamente su producto en el mercado, usando talladores principalmente de India. Actualmente, De Beers controla menos del 40 % del mercado mundial de diamantes, con lo que la empresa ha cambiado su imagen e incluso ha comenzado a vender directamente al público a través de una joint-venture con LVMH.
El fin del monopolio tiránico de la compañía sudafricana De Beers sobre la comercialización de las piedras en bruto en los 90 favoreció las acciones de aventureros de alto vuelo. A los traficantes tradicionales rusos, israelíes y libaneses se sumaron los indios y los chinos.

## Historia
Dos colonos holandeses, Johannes Nicolaas De Beer y Diederik Arnoldus De Beer, compraron una finca en 1871 en Sudáfrica. Los dos hermanos pronto descubrieron diamantes en sus tierras. Esto provocó una fiebre de diamantes que les hizo imposible conservarla al no poder protegerla de la creciente oleada de intrusos, así que la vendieron a una empresa británica. La mina que llevaba su nombre pasó a manos de Cecil Rhodes, empresario británico y político de mala fama que empezó a comprar minas recién descubiertas y acabó consolidando toda la industria del diamante de la región. Los hermanos De Beer no llegaron a ser los propietarios de las minas, pero una de ellas heredó el apellido y hasta hoy el comercio de diamantes está relacionado con su nombre De Beers. 

## Críticas
De Beers ha sido muy criticada por su política con respecto a varios Estados, especialmente de África. Por ejemplo, se le acusa de haber incitado al gobierno de Botsuana a presionar a los bosquimanos a abandonar sus tierras incluso por la fuerza, a fin de poder explotar las cuevas de diamantes que existen en sus territorios.
De Beers ha sido también acusada de haber violado la ley de los explotadores y del tráfico de los diamantes de sangre, el cual se encuentra en el origen de la guerra civil de Sierra Leona.
En 2002, el presidente de De Beers, Nicky Oppenheimer, dijo haberse quedado "horrorizado al enterarse hace unos años de que los diamantes se utilizaban para financiar conflictos en Estados africanos destrozados por la guerra".
Probablemente no haya nada que De Beers no sepa acerca de los diamantes. La industria del diamante sabe, y siempre ha sabido, que Liberia nunca ha tenido diamantes de gran valor y que llevaba casi medio siglo siendo un mero depósito de bienes ilícitos.

Por todo ello, diversas modelos han renunciado a hacer campaña para esta firma, como es el caso de Iman Bowie, Erin O'Connor y Lily Cole.
La empresa De Beers también ha sido fuertemente criticada por financiar la guerra civil de Sierra Leona por el control de las minas de diamante.